# Oberwambach
Oberwambach es un municipio situado en el distrito de Altenkirchen, en el estado federado de Renania-Palatinado (Alemania). Tiene una población estimada, a mediados de 2023, de 438 habitantes.
Está integrado en la mancomunidad de municipios (verbandsgemeinde) de Altenkirchen-Flammersfeld.